# Rawicz
Rawicz là một thị trấn thuộc hạt Rawicz, tỉnh Greater Poland, miền trung Ba Lan. Từ năm 1975-1998, thị trấn nằm trong tỉnh Leszno, kể từ năm 1999 đến nay, nó thuộc quyền quản lý của tỉnh Greater Poland. Thị trấn có diện tích 7,81 km². Tính đến năm 2006, dân số của thị trấn là 21.301 người với mật độ 2.700 người/km².

## Lịch sử
Thị trấn Rawicz được thành lập vào năm 1638 bởi Adam Olbracht Przyjma-Przyjemski trong Chiến tranh Ba mươi năm (1618-1648). Vào những năm 1800, một nhà thờ Tin lành và một tòa thị chính được xây dựng trong thị trấn. Ngành công nghiệp chính của thị trấn là sản xuất thuốc lá, xì gà và một số ngành ghề khác như sản xuất ngũ cốc, len, chăn nuôi gia súc, làm đồ da và gỗ. Năm 1905, dân số của thị trấn là 11.403 người. Trong Chiến tranh thế giới lần thứ nhất (1914-1918), thị trấn Rawicz là một phần của Vương quốc Phổ vào năm 1815. Sau Chiến tranh thế giới lần thứ nhất, thị trấn trở thành một phần của Cộng hòa Ba Lan thứ hai.
Vào năm 2015, người ta đã phát hiện ra một lượng khí đốt tự nhiên rất lớn ở thị trấn Rawicz (ước tính khoảng 50 tỷ feet khối), dự kiến đây sẽ là một trong những nguồn tài nguyên khí đốt lớn nhất ở Ba Lan trong 20 năm tới. [1]

## Những nhân vật nổi tiếng xuất thân từ thị trấn
- Heinrich Gottfried Ollendorff (1803 - 1865) - nhà giáo dục ngữ pháp và ngôn ngữ người Đức
- Wolfgang Straßmann (1821 - 1885) - chính trị gia
- Heinrich Braun (1862 - 1934) - bác sĩ phẫu thuật
- Maximilian Otte (1910 - 1944) - phi công Luftwaffe
- Reinhard Seiler (1909 - 1989) - sĩ quan Luftwaffe
- Piotr Świderski (sinh năm 1983) - vận động viên đua xe
- Anita Włodarchot (sinh năm 1985) - vận động viên cử tạ